# Ozyptila numida
Ozyptila numida är en spindelart som först beskrevs av Lucas 1846.  Ozyptila numida ingår i släktet Ozyptila och familjen krabbspindlar.
Artens utbredningsområde är Algeriet. Inga underarter finns listade i Catalogue of Life.